# Marco Mengoni Live
 (mai 2023).
La mise en forme du texte ne suit pas les recommandations de Wikipédia : il faut le « wikifier ».
Les points d'amélioration suivants sont les cas les plus fréquents. Le détail des points à revoir est peut-être précisé sur la page de discussion.
- Les titres sont pré-formatés par le logiciel. Ils ne sont ni en capitales, ni en gras.
- Le texte ne doit pas être écrit en capitales (les noms de famille non plus), ni en gras, ni en italique, ni en « petit »…
- Le gras n'est utilisé que pour surligner le titre de l'article dans l'introduction, une seule fois.
- L'italique est rarement utilisé : mots en langue étrangère, titres d'œuvres, noms de bateaux, etc.
- Les citations ne sont pas en italique mais en corps de texte normal. Elles sont entourées par des guillemets français : « et ».
- Les listes à puces sont à éviter, des paragraphes rédigés étant largement préférés. Les tableaux sont à réserver à la présentation de données structurées (résultats, etc.).
- Les appels de note de bas de page (petits chiffres en exposant, introduits par l'outil «  Source ») sont à placer entre la fin de phrase et le point final[comme ça].
- Les liens internes (vers d'autres articles de Wikipédia) sont à choisir avec parcimonie. Créez des liens vers des articles approfondissant le sujet. Les termes génériques sans rapport avec le sujet sont à éviter, ainsi que les répétitions de liens vers un même terme.
- Les liens externes sont à placer uniquement dans une section « Liens externes », à la fin de l'article. Ces liens sont à choisir avec parcimonie suivant les règles définies. Si un lien sert de source à l'article, son insertion dans le texte est à faire par les notes de bas de page.
- La présentation des références doit suivre les conventions bibliographiques. Il est recommandé d'utiliser les modèles {{Ouvrage}}, {{Chapitre}}, {{Article}}, {{Lien web}} et/ou {{Bibliographie}}. Le mode d'édition visuel peut mettre en forme automatiquement les références.
- Insérer une infobox (cadre d'informations à droite) n'est pas obligatoire pour parachever la mise en page.

Pour une aide détaillée, merci de consulter Aide:Wikification.
Si vous pensez que ces points ont été résolus, vous pouvez retirer ce bandeau et améliorer la mise en forme d'un autre article.
 (mai 2023).
Sorti le 25 novembre 2016 chez Sony Music, Marco Mengoni Live est le deuxième album live de l'auteur-compositeur-interprète italien Marco Mengoni.

## Description
L'album est composé de deux CDs et d'un DVD. Il comprend l'intégralité de la setlist de la tournée Mengoni Live 2016, composée de chansons extraites des différents albums studio de Mengoni. Le premier disque comprend également cinq titres inédits, dont le single principal Sai che, et une nouvelle version d' Ad Occhi Chiusi enregistrée en duo avec la chanteuse britannique Paloma Faith.

## Pistes

### CD
CD 1 – Inédit + Live Part.1
| No | Titre                           | Durée |
| -- | ------------------------------- | ----- |
| 3. | Sans titre (feat. Paloma Faith) |       |

CD 2 – Live Part.2
| No | Titre | Durée |
| -- | ----- | ----- |

### DVD
| No | Titre | Durée |
| -- | ----- | ----- |

## Crédits

### Inédits
- Marco Mengoni – chant, programmation, percussions, cajón
- Tim Pierce – guitare électrique, guitare acoustique
- Alex Alessandroni Jr. – piano, clavier, piano électrique Fender Rhodes, clavinet
- Michele Canova Iorfida - synthétiseur, synthétiseur modulaire, programmation, synthétiseur pour basse

### Live
- Marco Mengoni – chant
- Peter Cornacchia - guitare électrique, guitare acoustique
- Alessandro De Crescenzo – guitare électrique
- Giovanni Pallotti – basse
- Gianluca Ballarin – piano, clavier, synthétiseur, orgue Hammond, Fender Rhodes, programmation, séquenceur
- Davide Sollazzi – batterie, percussions
- Yvonne Park, Barbara Comi – chœurs
- Francesco Minutello – trompette
- Federico Pierantoni – trombone
- Mattia Dalla Pozza – saxophone

## Classements

### Classements hebdomadaires
| Classement (2016) | Position maximum |
| ----------------- | ---------------- |
| Italie            | 1                |

### Classement de fin d'année
| Classement (2016) | Position |
| ----------------- | -------- |
| Italie            | 15       |
| Classement (2017) | Position |
| Italie            | 65       |

## Note
1. ↑  Andrea Conti, « Marco Mengoni, "Sai che" apre la strada a "Marco Mengoni Live" », sur RTL 102.5, 10 ottobre 2016
2. ↑  « Marco Mengoni live, dal 25 novembre l’album dal vivo: il video » [archive], sur TV Sorrisi e Canzoni, 24 novembre 2016
3. ↑  « Classifica settimanale WK 48 (dal 2016-11-25 al 2016-12-01) », sur Federazione Industria Musicale Italiana
4. ↑  « Classifica annuale 2016 (dal 01.01.2016 al 29.12.2016) », sur Federazione Industria Musicale Italiana
5. ↑  « Classifica annuale 2017 (dal 30.12.2016 al 28.12.2017) », sur Federazione Industria Musicale Italiana